# 黃春明
黃春明（1935年2月13日—），生於宜蘭縣羅東鎮，台灣當代鄉土文學作家。創作文類以小說為主，旁及散文、詩、兒童文學、戲劇、撕畫、油畫等，其作品曾被翻譯為日、韓、英、法、德語等多種語言。文學作品題材多元，曾獲吳三連文藝獎、國家文藝獎、中國時報文學獎等獎項。

## 生平
1935年，生於宜蘭羅東「浮崙仔」，為家中長子，下有4個弟妹。8歲時，母親突染霍亂而遽逝。
黃春明個性衝動、好打抱不平。中學時期，先後被羅東中學、頭城中學退學，而後曾到台北當過1年的電器行學徒，後自學考上台北師範學校，又被退學；轉學至台南師範學校，再遭退學；1958年，終於自屏東師範畢業，分發到宜蘭廣興國小，任職國小老師3年。
1950年，就讀羅東中學期間，遇到文學上的啟蒙老師——王賢春。王老師教授國文，亦是級任導師，她鼓勵黃春明創作，也推介契訶夫短篇小說集、沈從文與巴金的小說給黃春明閱讀。（王賢春後來遭到中國國民黨指控為赤色分子，被拘捕並槍斃。1998年，黃春明榮獲第2屆國家文藝獎（文學類），特別寫下《王老師，我得獎了》一文作為得獎感言，感謝啟蒙恩師王賢春。）
1956年，黃春明在救國團《幼獅通訊》第63期上發表第一篇小說《清道伕的孩子 ，從此正式開始寫作生涯。1962年，在宜蘭通訊兵學校服役，期間於聯合報副刊發表《城仔落車》等數篇小說作品，受聯副主編林海音大力提攜而進入文壇。退伍後至中國廣播公司宜蘭台擔任記者、編輯與節目主持人，首開風氣，將廣播帶到棚外，現場採訪收音。
1966年與中廣的同事林美音結婚，婚後遷居台北，進入聯通廣告公司，同年加入《文學季刊》。此後數年陸續發表多篇小說，創作不輟。
1983年，小說《兒子的大玩偶》、《小琪的那頂帽子》、《蘋果的滋味》改編為《兒子的大玩偶》三段式電影，中影公司出品，吳念真編劇，分別由侯孝賢、曾壯祥、萬仁導演。《看海的日子》改編為同名電影，由黃春明編劇，王童導演。1984年，小說《莎喲娜拉．再見》、《兩個油漆匠》改編成電影，《莎喲娜拉．再見》由黃春明編劇，葉金勝導演；《兩個油漆匠》由吳念真編劇，虞戡平導演。均為台灣電影新浪潮時期的重要電影作品。
1991年，推行本土語言復育，擔任宜蘭縣推行本土語言教學召集人。1993年，為搶救日漸流失的本土文化，在家鄉宜蘭創立吉祥巷工作室。本年開始擔任國立藝術學院戲劇系兼任藝術教師。編導《稻草人和小麻雀》兒童劇，此後數年迭有兒童劇新作，並多次參與社區營造。
1999年，以《鑼》入選「台灣文學經典三十」小說類。出版《放生》小說集，本書獲《聯合報》「讀書人1999年最佳書獎文學類」及「1999年台灣本土十大好書」。同年，小說《兒子的大玩偶》獲香港《亞洲週刊》入選為「二十世紀中文小說一百強」。2000年，《放生》小說集獲2000年金鼎獎「推薦優良圖書」及第23屆時報文學獎推薦獎。出版小說集德譯本「Huang Chunming．Sayonara - Auf Wiedersehen」。
2007年，擔任佛光大學兼任教授，台灣藝術大學駐校作家。2008年，遠赴美國加州大學聖塔芭芭拉分校，參加「重返現代：白先勇、《現代文學》與現代主義國際研討會」。  參加於中正大學，所舉辦的「黃春明國際研討會」，當中有來自韓國、日本、中國、加拿大、美國的世界各地學者與會。  佛光大學本年亦頒授黃春明榮譽文學博士學位。
2014年，被檢查出罹患淋巴癌，住院治療。2018年9月宜蘭大學成立黃春明行動體驗館。2022年11月15日獲台灣大學名譽博士學位。
黃春明妻子為林美音（尤彌）。兩人於1966年結婚，婚後育有2子，長子黃國珍，次子黃國峻。
次子黃國峻亦是作家，2003年6月20日自殺身亡，得年32歲。黃春明老年喪子，1年之後寫下短詩《國峻不回來吃飯》。
2008年12月1日，黃春明喜獲金孫，寫下短詩《但是已經很完美了》：「我的心曾經失去一塊肉／你卻來給我補上／雖然在傷口還留有痕跡／但是已經很完美了。」

## 作品
黃春明創作體裁多元，深具人文視野，充滿對自己生長的土地恆久豐沛的情感與關懷。擅長描寫蘭陽平原的農村小鎮，以具有地方特性的語言，刻劃人物面對生活的磨難，仍依然保有人性尊嚴的形象，反映蛻變中的台灣社會，普遍被公認為台灣當代重要的鄉土小說家，其作品已被翻譯成多國文字。黃春明做過多種工作，各式各樣的工作經驗成為了他小說創作的豐富素材。

### 小說
- 《清道夫的孩子》，為首次發表的小說，刊於救國團幼獅通訊第63期，1956年
- 《兒子的大玩偶》，仙人掌，1969年；大林，1977年；水牛，1987年
- 《鑼》，遠景，1974年
- 《莎喲娜啦．再見》，遠景，1974年
- 《小寡婦》，遠景，1975年
- 《我愛瑪莉》，遠景，1979年
- 《青番公的故事》（黃春明小說集），皇冠，1985年
- 《鑼》（黃春明小說集），皇冠，1985年
- 《莎喲娜啦再見》（黃春明小說集），皇冠，1985年
- 《兩個油漆匠》（黃春明電影小說集），皇冠，1989年
- 《放生》（黃春明小說集），聯合文學，1999年，新版（黃春明作品集4），聯合文學，2009年
- 《看海的日子》（黃春明典藏作品集），皇冠，2000年，新版（黃春明作品集1），聯合文學，2009年
- 《兒子的大玩偶》（黃春明典藏作品集），皇冠，2000年，新版（黃春明作品集2），聯合文學，2009年
- 《莎喲娜啦．再見》（黃春明典藏作品集），皇冠，2000年，新版（黃春明作品集3），聯合文學，2009年
- 《黃春明——銀鬚上的春天》，遠流，2005年
- 《沒有時刻的月臺》（黃春明作品集5），聯合文學，2009年
- 《龍眼的季節》（創作中，待刊行）[6]
- 《跟著寶貝兒走》，聯合文學，2019年
- 《秀琴，這個愛笑的女孩》， 聯合文學，2020年

### 散文
- 《鄉土組曲》（台灣民謠記事），遠流，1976年
- 《等待一朵花的名字》，皇冠，1989年；新版（黃春明作品集6），聯合文學，2009年
- 《九彎十八拐》（黃春明作品集7），聯合文學，2009年
- 《大便老師》（黃春明作品集8），聯合文學，2009年

### 詩集
- 《零零落落》，聯合文學，2022年
- 《撢亮星空的菅芒花：黃春明詩話撕畫》，遠流，2023年
- 《吃齋唸佛的老奶奶》，香海文化，2024年

### 有聲書
- 聽見・黃春明｜青番公的故事
- 聽見・黃春明｜呷鬼的來了

### 兒童文學/繪本
- 《毛毛有話》，皇冠出版社 1993年；新版（黃春明作品集9）聯合文學 2010年
- 《我是貓也》（撕畫童話），皇冠，1993年；新版（黃春明童話集）聯合文學，2011年
- 《短鼻象》（撕畫童話），皇冠，1993年；新版（黃春明童話集）聯合文學，2011年
- 《小駝背》（撕畫童話），皇冠，1993年；新版（黃春明童話集）聯合文學，2011年
- 《愛吃糖的皇帝》（撕畫童話），皇冠，1993年；新版（黃春明童話集）聯合文學，2011年
- 《小麻雀．稻草人》（撕畫童話），皇冠，1993年；新版（黃春明童話集）聯合文學，2011年
- 《兒子的大玩偶》繪本，楊翠玉繪圖，格林文化，1995年

### 兒童劇
- 編導《稻草人和小麻雀》兒童舞台劇，鞋子兒童實驗劇團演出；發表《小李子不是大騙子》兒童劇劇本，1993年
- 編導《掛鈴噹》兒童舞台劇，黃大魚兒童劇團演出；編導《小李子不是大騙子》大型兒童歌舞劇，鞋子兒童實驗劇團演出，1995年
- 發表《愛吃糖的皇帝》兒童劇劇本；編導《愛吃糖的皇帝》兒童舞台劇，黃大魚兒童劇團演出，1999年
- 指導《我不要當國王了》兒童舞台劇，復興國中少年劇團演出，2002年
- 指導《稻草人與小麻雀》兒童舞台劇（閩南語版），復興國中少年劇團演出；發表《外科整型》劇本，2003年
- 《外科整型》大型現代人偶劇，與日本HITOMIZA人形劇團技術合作，黃大魚兒童劇團演出；編導《戰士乾杯》舞台劇（讀劇版），黃大魚兒童劇團演出，2004年
- 編導《小駝背》兒童劇，黃大魚兒童劇團演出，2005年

### 歌仔戲
- 發表《杜子春》（首部歌仔戲劇本），2001年
- 編導《杜子春》歌仔戲，蘭陽戲劇團演出；改編《愛吃糖的皇帝》兒童劇為歌仔戲劇本，2002年
- 編導《愛吃糖的皇帝》歌仔戲，蘭陽戲劇團演出；編導《新白蛇傳Ⅰ——恩情、愛情》歌仔戲 蘭陽戲劇團演出，2003年
- 編導《新白蛇傳Ⅱ——人情、世情》歌仔戲，蘭陽戲劇團演出，2005年

### 文學漫畫
- 《王善壽與牛進》，皇冠，1990年
- 《石羅漢日記》，香海文化，2023年

### 論著（主編）
- 《本土語言篇實驗教材教學手冊：宜蘭縣國民小學鄉土教材》，宜蘭縣政府，1992年
- 《本土語言篇實驗教材教學手冊：宜蘭縣國民中學鄉土教材》，宜蘭縣政府，1992年
- 《本土語言（河洛語系）注音符號簡介》，宜蘭縣政府，1992年
- 《水稻文化活動——共享豐收喜悅》，北投鄉農會，1996年
- 《粒粒皆辛苦——台灣舊農業的背影》，羅東鎮農會，1998年

### 改編
- 1980年代，導演侯孝賢將小說《兒子的大玩偶》、《小琪的那頂帽子》、《蘋果的滋味》改編為三段式集錦電影《兒子的大玩偶》，隨後《看海的日子》、《莎喲娜啦．再見》、《兩個油漆匠》、《我愛瑪莉》等七部著作，亦改編為同名電影。1989年12月，依據七部電影內容匯集《黃春明電影小說集》。

## 爭議事件

### 台語文事件
2011年5月24日，黃春明受文訊雜誌社、趨勢教育基金會、文建會等單位所舉辦的「百年小說研討會」之邀至臺南市國立台灣文學館演講，題目為「台語文書寫與教育的商榷」。然而國立成功大學台文系副教授蔣為文認為黃非台語文專家，且在聽聞演講後認為其內容挑釁意味十足，遂在台下高舉書寫華文、白話字的雙語大字報，批評黃春明「台灣作家不用台灣語文，卻用中國語創作，可恥！」及「Tâi-oân chok-ka ài iōng Tâi-oân-gí chhòng-chok」（台灣字：台灣作家愛用台灣語創作）。黃春明對此抗議感到憤怒，不顧仍在演講直言：「我告訴你先生，你太短視了，你也很可恥。」蔣為文回應：「你也不要太短視，你外來人憑什麼批評台灣人」等語。黃春明盛怒之下，當場脫掉上衣，下台與蔣為文理論，並爆出粗口，稱蔣為文為「教授啊，會叫的野獸」等，場面一度混亂，在工作人員勸阻下，未爆發肢體衝突。後蔣為文以公然侮辱罪控告黃春明。
2012年4月2日，台南地方法院法官鄭銘仁判決黃春明公然侮辱罪成立，罰金一萬元，緩刑二年。引起全國及藝文界一片譁然，有文學界及知名人士出面支持黃春明，並表示對判決感到不解，審理該案之台南地院法官鄭銘仁表示不會後悔對黃春明所為之有罪判決，但判決主文漏寫及算錯罰金，表示已進行救濟。台南地檢署12日提起上訴，認為黃被蔣侮辱後為遏止鬧事，口出不雅之言屬「正當防衛」，要求改判無罪。檢察官蘇榮照上訴理由指出，蔣在黃的演講會場上舉海報抗議，黃自覺在眾多聽講者前遭蔣以「可恥」侮辱在先，情緒激動下驟然口出不雅言語，僅為發洩心中不滿，並非蓄意侮辱蔣。黃獲知檢察官認同他是被侮辱之下，正當防衛才口出髒話，說：「狀況本來就是像檢察官說的這樣，應該還我公道！」並表示他因蔣的一再挑釁，才有此舉，認為「那是一個被嚴重侮辱後的防衛及反射動作」。
2012年9月5日，台南高分院二審仍宣判有罪，但一審量刑有違誤，法官以「黃是重要文學作家受到挑釁且侮辱情節輕微」，改判黃春明免刑，全案定讞。
該事件引發社會大眾及台灣文學界對台灣語文創作的正反看法。台文筆會為此還出版專書《蔣為文抗議黃春明的真相》。

### 發誓不走雪隧事件
以環保作家自居且反對興建北宜高及蘇花高的黃春明曾於2006年時公開誓言「一輩子不走雪隧」，並表示：「我死了，我的骨灰都不要通過那個地方（雪隧），埋到宜蘭」 ；但一場在故鄉宜蘭的演講會，他擔心遲到而開車走雪隧；對此黃春明表示：「我寧願打破不走雪隧原則，也要堅守絕不遲到原則」。事後黃春明仍多次走雪隧往來北宜，因其行為與理念前後不一而頗受爭議。媒體還以「黃春明破功」來當標題，他在隔天還對記者說，自己向來是很有原則的人，現在「全完了」。而在「破功」之後，黃春明也成為雪隧通勤族。2012年5月7日的雪隧火燒車意外，讓黃春明再次省思雪隧的安全問題。

### 註解
1. ↑  .   [2023-12-17]. （原始内容存档于2023-12-17）.
2. ↑  . （原始内容存档于2009-07-23）.
3. ↑  趙靜瑜. . 自由時報. 2003-06-30  [2023-07-24]. （原始内容存档于2023-07-24）.
4. ↑  趙靜瑜. . 自由時報. 2004-10-24  [2023-07-24]. （原始内容存档于2023-07-24）.
5. ↑  .   [2009-12-28]. （原始内容存档于2020-03-13）.
6. ↑  中時新聞網. . 中時新聞網. 2020-09-30  [2023-08-10]. （原始内容存档于2023-08-10） （中文（臺灣））.
7. ↑  蔣為文. . 台灣大地文教基金會. 2011-05-26  [2021-12-13]. （原始内容存档于2021-12-13） （中文（臺灣））.
8. ↑  顧守昌、簡大程. . TVBS (Yahoo奇摩新聞). 2011-05-26. （原始内容存档于2011-05-28） （中文）.
9. ↑  蔣為文, 台語文的發展與困境由蔣黃衝突談起：（一） （页面存档备份，存于）、（二） （页面存档备份，存于）, TWFuture深音網路廣播(台灣), 2011/7/24
10. ↑  黃文博. . 中國時報. 2012-04-06.
11. ↑  . 自由時報. 2012-04-05  [2023-07-28]. （原始内容存档于2023-07-28）.
12. ↑  鄭惠仁、修瑞瑩、羅建旺. . 聯合報. 2012-09-06  [2012-09-06]. （原始内容存档于2012-09-08） （中文（臺灣））.
13. ↑  . 大紀元. 2007-04-25  [2023-07-24]. （原始内容存档于2022-02-08）.
14. ↑  張耀中. . TVBS新聞網. 2006-07-06  [2023-07-24]. （原始内容存档于2023-07-24）.
15. ↑  簡大程. . TVBS新聞網. 2010-07-02  [2023-07-24]. （原始内容存档于2021-05-07）.
16. ↑  游明金. . 自由時報. 2010-07-02  [2023-07-24]. （原始内容存档于2023-07-24）.
17. ↑  . ETToday新聞雲. 2012-05-08  [2023-07-24]. （原始内容存档于2023-07-24）.
18. ↑  鉅亨網新聞中心. . 鉅亨網. 2010-07-02 （中文）.
19. ↑  顏孜育、林俊明. . 民視新聞. 2012-05-08 （中文）.

### 論著
- 夏志清：〈台灣小說裡的兩個世界〉，《新文學的傳統》（台北：時報，1979年）。
- 劉春城：《黃春明前傳》（台北：圓神，1987年）。
- 徐秀慧：《黃春明小說研究》，（台北：淡江大學中國文學系碩士論文，1998年）。
- 季季：〈黃春明九彎十八拐〉，《中國時報》，2005/3/16。
- 尉天驄：〈遣懷：贈尤彌〉，《棗與石榴》（台北：印刻，2006年）。
- 肖成：《大地之子——黃春明的小說世界》（台北：人間，2007年）。
- 陳芳明：〈黃春明篇：寬容比愛強悍〉，《昨夜雪深幾許》（台北：印刻，2008年）。
- 江寶釵：〈黃春明意志〉 （页面存档备份，存于），《泥土的滋味——黃春明文學論集》序言，2009/3。
- 江寶釵、林鎮山主編：《泥土的滋味：黃春明文學論集》（台北：聯合文學，2009年）。
- 蔡詩萍：〈我於年輕初期、中年之際，所認識的黃春明〉，《聯合報》，2009/06/13。
- 陳芳明：〈蘋果與玫瑰的隱喩〉 （页面存档备份，存于），《文訊》，293期，2010/03。
- 台文筆會編：《蔣為文抗議黃春明的真相》（台南：亞細亞國際傳播社，2011年）。

### 訪談／演講錄
- 李道明訪談：〈紀錄片口述歷史記錄：黃春明〉 台灣電影資料庫，1998/05/15。
- 董成瑜撰、陳建仲攝影：〈黃春明：凡有喜怒哀樂必能讀黃春明〉[永久]，《中國時報》，1999/10/21。
- 陳嬿文：〈戲比人生更精彩！——白先勇訪黃春明的午後對談〉 （页面存档备份，存于） ，《聯合文學》，230期，2003/12。
- 黃春明主講：〈社會關懷與生命連結的原創〉演講影音／文字稿 （页面存档备份，存于），台北藝術大學，2004/12/29。
- 柯金寅：〈文學家黃春明專題演講論述「臺灣人文大地震〉 （页面存档备份，存于），大紀元，2006/2/15。
- 陳宛茜、賴素鈴訪談：〈名人對談：尉天驄、黃春明〉 （页面存档备份，存于），《聯合報》，2007/07/03。
- 劉梓潔紀錄整理、姚志平攝影：〈黃春明給台灣孩子的一席話〉[永久]《中國時報》，2007/9/2。
- 吳敏顯：〈小說家與老樟樹〉 （页面存档备份，存于） 吳敏顯筆記簿（udn部落格），2008/06/08。
- 黃春明主講、江寶釵整理、鄭德昌校訂：〈文學路迢迢——黃春明談他的寫作歷程〉 （页面存档备份，存于），國立中正大學舉辦第三屆經典人物——『黃春明跨領域』國際學術座談會暨研討會，2008/5。後收錄於江寶釵、林鎮山主編：《泥土的滋味——黃春明文學論集》（台北：聯合文學，2009年）。
- 黃春明：〈聽者有意——《黃春明作品集》總序〉 （页面存档备份，存于），《聯合報》，2009/05/14。

### 網路資料
- 「快來聽黃大魚說故事——戲說黃春明和他的兒童劇團」專題研究（中、英文版） （页面存档备份，存于），宜蘭縣宜蘭市黎明國民小學，2007/2/26。
- 東華大學－台灣文學典藏作家：黃春明 （页面存档备份，存于）
- 國家文藝基金會－第二屆國家文藝獎得主 (1998年)－文學類／黃春明[永久]
- 蔡依恬、劉冠吟：〈台灣文學國寶大師：黃春明〉 （页面存档备份，存于）

## 畫像
- 黃春明／江啟明 (Kong Kai Ming)   Portrait Gallery of Chinese Writers (Hong Kong Baptist University Library 香港浸會大學圖書館)

## 外部連結
- 黃春明&黃大魚總站
- 黃大魚文化藝術基金會 （页面存档备份，存于）
- 來一碗拾錦黃春麵 （向大師致敬─黃春明）

### 影音資料
- 聽見・黃春明｜呷鬼的來了（有聲書） （页面存档备份，存于）
- 聽見・黃春明｜青番公的故事（有聲書） （页面存档备份，存于）
- YouTube上的黃春明獲佛光大學榮譽文學博士學位致詞影音（上）
- YouTube上的黃春明獲佛光大學榮譽文學博士學位致詞影音（下）
- YouTube上的2007學年度佛光大學畢業典禮致詞影音（上）
- YouTube上的2007學年度佛光大學畢業典禮致詞影音（下）
- 台語文書寫與教育的商榷，2011/5/24（爆發524台文事件與成大教授蔣為文衝突之演講錄音檔） （页面存档备份，存于） 逐字稿在此 （页面存档备份，存于）

| 前任： 首任 | 宜蘭縣蘭陽戲劇團藝術總監 2003年—2005年 | 繼任： 邱婷 |